# The Mob (Hardcore-Band)
The Mob ist eine US-amerikanische Hardcore-Band aus New York. Sie gehörte zur ersten Welle der Bands des New York Hardcore und formierte sich nach einer 20-jährigen Pause 2011 neu.

## Geschichte
The Mob wurde 1980 von Jack Flanagan gegründet, der die Hardcore-Band Heart Attack verlassen hatte, um eine eigene Band zu gründen. Seine Mitstreiter waren Ralph Gebbia, John Frawley und „Nicko“, dessen Nachnamen Flanagan nach eigener Aussage „nie kannte“. Ursprünglich als Hardrock-Coverband gegründet, wandte sich das Quartett inspiriert durch den Besuch eines Konzerts der Bad Brains der aufkeimenden Hardcore-Szene zu. Gemeinsam mit den anderen Bands der New Yorker Szene wie Reagan Youth, Kraut oder den Beastie Boys bespielten sie die wenigen Clubs, die die oftmals chaotischen Hardcore-Konzerte zuließen, wie das CBGBs oder das A7. Ein erstes Demoband wurde Ende 1980 aufgenommen. 1981 wechselte Frawley zurück zu Heart Attack und wurde durch Jose Gonzales ersetzt. Im gleichen Jahr wurde Schlagzeuger Nicko durch Jamie Shanahan ersetzt. 1982 erschien eine erste EP mit neun Stücken, veröffentlicht dem DIY-Gedanken der Szene folgend auf einem hierfür eingerichteten, eigenen Label, auf dem auch die ersten EPs von Urban Waste verlegt wurden. Die Band spielte zudem eine Vorreiterrolle bei der Vernetzung der New Yorker Szene mit Bands aus Washington, Boston und Kalifornien. 1984 absolvierte The Mob neben einigen Tourneen auch drei Konzerte als Vorband der Ramones. In der Besetzung Gebbia-Flanagan-Gonzales-Shanahan blieb die Band bis 1991 aktiv. Es folgte eine 20-jährige Pause, die nur durch sporadische Auftritte unterbrochen wurde. 1996 erschien ein Kompilationsalbum mit zuvor unveröffentlichtem Material und 1998 die Aufnahme eines Konzerts für den Radiosender WFMU. 2011 fand sich die letzte Besetzung zusammen mit dem zweiten Gitarristen Christopher Hackett, der auf dem einzigen Studioalbum We Come to Crush die Bassspuren eingespielt hatte, wieder für regelmäßige Auftritte zusammen. 2012 veröffentlichte die Band eine Single.
Gitarrist Flanagan spielte 1991 und 1993 bei Murphy’s Law und betreibt die in New York ansässige Künstleragentur Issachar Entertainment. Bassist Gonzales spielte in den 1980er-Jahren in der von Bad-Brains-Mitgliedern gegründeten Reggae-Band Zion Train.

## Stil und Bedeutung
Anfang 1980 gab es in New York Hardcore-Konzerte, aber keine lokalen Bands. Die Stimulators, die False Prophets und einige weitere Bands spielten Proto-Hardcore, schnellen und aggressiven Punk, ansonsten kamen die Bands von außerhalb der Stadtgrenzen: Die Bad Brains, Minor Threat und andere Bands aus Washington und Umgebung brachten den Sound des D.C. Hardcore nach New York, gelegentlich traten auch kalifornische Hardcore-Bands wie Black Flag, die Circle Jerks oder die Dead Kennedys auf. Beeinflusst vor allem von den Bad Brains und den Stimulators gründeten sich ab 1980 auch in New York Hardcore-Bands, deren Musik vom Village-Voice-Magazin als „schnörkellose Sturmböe“ („no-frills squall“) bezeichnet wurde. Zur ersten Welle gehörten neben Even Worse, Heart Attack, Kraut, den Nihilistics, Reagan Youth und Urban Waste auch The Mob, die in der Literatur gelegentlich als erste New Yorker Hardcore-Band bezeichnet werden. Der Musikjournalist Steven Blush bezeichnet die Musik von The Mob als „Proto-Mosh“ und gesteht der Band zu, den Weg für New York Hardcore bereitet zu haben. Der Musikjournalist Matthias Mader bezeichnete die Musik von The Mob als „hyperschnell gespielten Punk Rock“ sowie als „schönes Beispiel für den frühen New-York-Sound“. Der bedeutendste Toningenieur der ersten Welle des New York Hardcore, Jerry „Jay Dublee“ Williams, benennt The Mob als „die erste reine NYHC-Band“. Der Stil des Albums We Come to Crush wird im Maximumrocknroll-Magazin als „energiegeladene Explosion der Spannung“ („energetic blast of excitement“) bezeichnet. In der Interviewsammlung New York Hardcore 1980-1990 des Musikjournalisten Tony Rettman bezeichnete Gitarrist Todd Youth (Agnostic Front, Murphy’s Law, Danzig) die Band als „die Brückenband“ (die den Übergang vom Punk zum Hardcore vollzog), während Jesse Malin sie rückblickend als „schneller als alle anderen“ einordnet.

## Diskografie
- 1982: Upset the System (EP, Mob-Style Records)
- 1986: We Come to Crush (Big City Records)
- 1996: No Rules in This Game (Another Planet Records)
- 1998: The Truth over the Airwaves (ZDF Records)